# Kosiv
Kosiv (em ucraniano: Косiв; em polonês: Kosów, romeno: Cosău) é uma cidade da Ucrânia, situada no Oblast de Ivano-Frankivsk, no oeste da Ucrânia. É o centro administrativo do distrito (raion) de Kosiv. Tem 11,38 km² de área e sua população em 2020 foi estimada em 8.490 habitantes.